# Felipe Anderson
Felipe Anderson Pereira Gomes (Santa Maria, Distrito Federal, Brasil, 15 de abril de 1993) es un futbolista brasileño que juega como delantero en la S. E. Palmeiras del Campeonato Brasileño de Serie A.

## Trayectoria

### Santos F. C.
Por las divisiones inferiores del Santos fue subcampeón de la Copa São Paulo de 2010 con el Santos. El 2 de octubre de 2010, fue transferido por primera vez para un equipo profesional, en el juego contra el Palmeiras. Debutó el 6 de octubre de 2010 contra Fluminense. Marcó su primer gol con la camiseta del Santos con el triunfo por 2 a 0 al Esporte Clube Noroeste el 11 de febrero de 2011.

### S. S. Lazio
El 9 de junio de 2013 se oficializa su traspaso por el conjunto italiano por €7.8 millones, donde jugará las siguientes 5 temporadas. En su primera temporada en el club romano disputó veinte partidos, logrando una anotación. En la temporada 2014/15 disputó con el club capitalino treinta y seis encuentros y anotando once goles, además de ser importante en el club de en ese entonces Stefano Pioli. Debido a sus buenas actuaciones e importancia, se llegó a hablar de una transferencia al Manchester United por 60 millones de euros, algo que no se dio y el jugador siguió vistiendo la camiseta del club celeste.

### West Ham United
El 15 de julio de 2018 firmó por el conjunto londinense con una tarifa de transferencia de 36 millones £. La tarifa superó el récord previo pagado por el club, establecido con la firma de 22 millones £ de Issa Diop anteriormente en la misma ventana de transferencias. Hizo su primera aparición con los hammers en una victoria amistosa de pretemporada 3-1 contra el Aston Villa el 25 de julio de 2018, en la que combinó con Arthur Masuaku para establecer el segundo gol del partido, anotado por Marko Arnautović. Hizo su debut oficial el 12 de agosto de 2018 en la derrota por 4-0 ante el Liverpool. El 29 de septiembre de 2018, marca su primer gol en la Premier League con un remate de tacón en la victoria por 3-1 ante el Manchester United.
El 6 de octubre de 2020 fue prestado durante una temporada al F. C. Oporto. Tras la misma regresó a Londres, aunque no se quedó en el club ya que volvió a la S. S. Lazio.

### Regreso a Brasil
El 15 de abril de 2024 se hizo oficial su vuelta al fútbol brasileño tras once años en Europa después de fichar por la S. E. Palmeiras, aunque su incorporación no se haría efectiva hasta el mes de julio. Felipe debutó el 17 de julio de 2024, jugó unos 28 minutos en Río de Janeiro. Regateó, desarmó y demostró su calidad. En la derrota, Palmeiras perdió 1-0 ante el Botafogo, en el Estadio Nilton Santos, en partido válido por la 17ª jornada del Brasileirão.

## Selección nacional
Fue convocado para la selección Brasileña sub-18 y por la sub-20 disputó en los Juegos Panamericanos de Guadalajara 2011 y fue campeón del Torneo Cuadrangular Internacional, realizado en Argentina. 
En el año 2016 fue convocado por la selección brasileña para disputar los Juegos Olímpicos de Río 2016, donde ganó la medalla de oro en la final contra la selección de Alemania en los penales (5-4), luego de empatar en el tiempo regular y la prórroga 1-1.

### Participaciones en sudamericanos
| Competición                            | Sede      | Resultado      | Partidos | Goles |
| -------------------------------------- | --------- | -------------- | -------- | ----- |
| Campeonato Sudamericano Sub-20 de 2013 | Argentina | Fase de grupos | 3        | 1     |

## Estadísticas

### Clubes
Actualizado hasta su último partido disputado el 27 de abril de 2025.
| Club                             | Div.          | Temporada     | Liga  | Liga  | Liga   | Estatales | Estatales | Estatales | Copas nacionales | Copas nacionales | Copas nacionales | Torneos internacionales | Torneos internacionales | Torneos internacionales | Total | Total | Total  |
| Club                             | Div.          | Temporada     | Part. | Goles | Asist. | Part.     | Goles     | Asist.    | Part.            | Goles            | Asist.           | Part.                   | Goles                   | Asist.                  | Part. | Goles | Asist. |
| -------------------------------- | ------------- | ------------- | ----- | ----- | ------ | --------- | --------- | --------- | ---------------- | ---------------- | ---------------- | ----------------------- | ----------------------- | ----------------------- | ----- | ----- | ------ |
| Santos F. C. · Brasil            | 1.ª           | 2010          | 5     | 0     | 0      | ―         | ―         | ―         | ―                | ―                | ―                | ―                       | ―                       | ―                       | 5     | 0     | 0      |
| Santos F. C. · Brasil            | 1.ª           | 2011          | 18    | 1     | 0      | 10        | 1         | 0         | ―                | ―                | ―                | 1                       | 0                       | 0                       | 29    | 2     | 0      |
| Santos F. C. · Brasil            | 1.ª           | 2012          | 35    | 6     | 4      | 12        | 1         | 0         | ―                | ―                | ―                | 6                       | 0                       | 1                       | 53    | 7     | 5      |
| Santos F. C. · Brasil            | 1.ª           | 2013          | 3     | 0     | 0      | 15        | 0         | 3         | 3                | 0                | 0                | ―                       | ―                       | ―                       | 21    | 0     | 3      |
| Santos F. C. · Brasil            | Total club    | Total club    | 61    | 7     | 4      | 37        | 2         | 3         | 3                | 0                | 0                | 7                       | 0                       | 1                       | 108   | 9     | 8      |
| S. S. Lazio · Italia             | 1.ª           | 2013-14       | 13    | 0     | 1      | ―         | ―         | ―         | 2                | 0                | 0                | 5                       | 1                       | 0                       | 20    | 1     | 1      |
| S. S. Lazio · Italia             | 1.ª           | 2014-15       | 32    | 10    | 7      | ―         | ―         | ―         | 5                | 1                | 2                | ―                       | ―                       | ―                       | 37    | 11    | 9      |
| S. S. Lazio · Italia             | 1.ª           | 2015-16       | 35    | 7     | 4      | ―         | ―         | ―         | 3                | 0                | 0                | 9                       | 2                       | 0                       | 47    | 9     | 4      |
| S. S. Lazio · Italia             | 1.ª           | 2016-17       | 36    | 4     | 9      | ―         | ―         | ―         | 5                | 1                | 2                | ―                       | ―                       | ―                       | 41    | 5     | 11     |
| S. S. Lazio · Italia             | 1.ª           | 2017-18       | 21    | 4     | 7      | ―         | ―         | ―         | 4                | 1                | 0                | 7                       | 3                       | 3                       | 32    | 8     | 10     |
| West Ham United F. C. Inglaterra | 1.ª           | 2018-19       | 36    | 9     | 4      | ―         | ―         | ―         | 4                | 1                | 1                | ―                       | ―                       | ―                       | 40    | 10    | 5      |
| West Ham United F. C. Inglaterra | 1.ª           | 2019-20       | 25    | 1     | 4      | ―         | ―         | ―         | 3                | 0                | 2                | ―                       | ―                       | ―                       | 28    | 1     | 6      |
| West Ham United F. C. Inglaterra | 1.ª           | 2020-21       | 2     | 0     | 0      | ―         | ―         | ―         | 3                | 1                | 2                | ―                       | ―                       | ―                       | 5     | 1     | 2      |
| West Ham United F. C. Inglaterra | Total club    | Total club    | 63    | 10    | 8      | 0         | 0         | 0         | 10               | 2                | 5                | 0                       | 0                       | 0                       | 73    | 12    | 13     |
| F. C. Oporto Portugal            | 1.ª           | 2020-21       | 5     | 0     | 0      | ―         | ―         | ―         | 4                | 0                | 1                | 1                       | 0                       | 0                       | 10    | 0     | 1      |
| F. C. Oporto Portugal            | Total club    | Total club    | 5     | 0     | 0      | 0         | 0         | 0         | 4                | 0                | 1                | 1                       | 0                       | 0                       | 10    | 0     | 1      |
| S. S. Lazio · Italia             | 1.ª           | 2021-22       | 38    | 6     | 8      | ―         | ―         | ―         | 2                | 0                | 0                | 8                       | 1                       | 0                       | 48    | 7     | 8      |
| S. S. Lazio · Italia             | 1.ª           | 2022-23       | 38    | 9     | 2      | ―         | ―         | ―         | 2                | 1                | 0                | 10                      | 2                       | 3                       | 50    | 12    | 5      |
| S. S. Lazio · Italia             | 1.ª           | 2023-24       | 38    | 5     | 6      | —         | —         | —         | 5                | 0                | 0                | 8                       | 0                       | 1                       | 51    | 5     | 7      |
| S. S. Lazio · Italia             | Total club    | Total club    | 251   | 45    | 44     | 0         | 0         | 0         | 28               | 4                | 4                | 47                      | 9                       | 7                       | 326   | 58    | 55     |
| S. E. Palmeiras · Brasil         | 1.ª           | 2024          | 20    | 2     | 2      | ―         | ―         | ―         | 2                | 0                | 0                | 2                       | 0                       | 0                       | 24    | 2     | 2      |
| S. E. Palmeiras · Brasil         | 1.ª           | 2025          | 6     | 0     | 0      | 5         | 0         | 0         | ―                | ―                | ―                | 3                       | 0                       | 1                       | 14    | 0     | 1      |
| S. E. Palmeiras · Brasil         | Total club    | Total club    | 26    | 2     | 2      | 5         | 0         | 0         | 2                | 0                | 0                | 5                       | 0                       | 1                       | 38    | 2     | 3      |
| Total carrera                    | Total carrera | Total carrera | 406   | 64    | 58     | 42        | 2         | 3         | 47               | 6                | 10               | 60                      | 9                       | 9                       | 555   | 81    | 80     |
| 1. 2. 3. 4.                      |               |               |       |       |        |           |           |           |                  |                  |                  |                         |                         |                         |       |       |        |

## Palmarés

### Títulos nacionales
| Título                | Club        | País     | Año  |
| --------------------- | ----------- | -------- | ---- |
| Supercopa de Italia   | S. S. Lazio | Italia   | 2017 |
| Supercopa de Portugal | F. C. Porto | Portugal | 2020 |

### Títulos internacionales
| Título              | Club (*)            | País   | Año  |
| ------------------- | ------------------- | ------ | ---- |
| Copa Libertadores   | Santos F. C.        | Brasil | 2011 |
| Recopa Sudamericana | Santos F. C.        | Brasil | 2012 |
| Juegos Olímpicos    | Selección de Brasil | Brasil | 2016 |

(*) Incluyendo la selección.

## Vida personal
Para anttes de 2014, Anderson tuvo un noviazgo con la modelo italiana Camilla Fabri.